# Simeon (Nieuwe Testament)

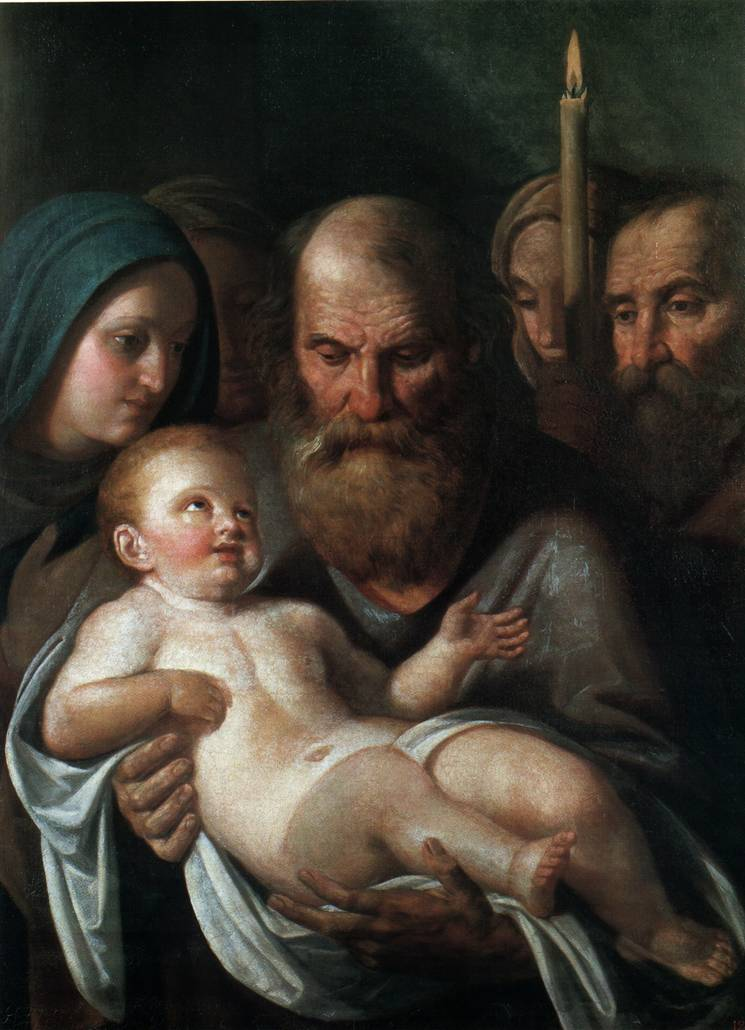
Simeon

Opdracht in de tempel, ca. 1470, Maria (links) presenteert Jezus in de tempel aan Simeon, Catharijneconvent, Utrecht

Simeon was volgens Lucas 2:25-35 een rechtvaardig en vroom man. Hij zegende Jezus en zijn ouders. 
Simeon woonde in Jeruzalem en zag uit naar de tijd dat God Israël vertroosting zou schenken. De Heilige Geest rustte op hem. Die Heilige Geest had hem geopenbaard dat hij niet zou sterven voordat hij de Messias zou zien. Op het moment dat Jezus en zijn ouders in de tempel in Jeruzalem waren, werd Simeon door de Heilige Geest geleid om ook naar de tempel te gaan. Simeon nam het kind Jezus in zijn armen, en begon God te loven:
Nu laat u, Heer, uw dienaar in vrede heengaan, zoals u hebt beloofd. Want met eigen ogen heb ik de redding gezien die u bewerkt hebt ten overstaan van alle volken: een licht dat geopenbaard wordt aan de heidenen en dat tot eer strekt van Israël uw volk. (Nieuwe Bijbelvertaling)
De ouders van Jezus waren verbaasd over deze woorden. Simeon zegende hen hierna en zei tegen Maria:
Weet wel dat velen in Israël door hem (Jezus) ten val zullen komen of juist zullen opstaan. Hij zal een teken zijn dat betwist wordt, en zelf zult u als door een zwaard doorstoken worden. Zo zal de gezindheid van velen aan het licht komen.
De zinsnede "en zelf zult u als door een zwaard doorstoken worden" wordt vaak geïnterpreteerd als verwijzing naar het lijden en sterven van Jezus, dat Maria van dichtbij meemaakte.